# 1838
Portal Geschichte | Portal Biografien | Aktuelle Ereignisse | Jahreskalender | Tagesartikel

◄ |
18. Jahrhundert |
19. Jahrhundert
| 20. Jahrhundert | ►

◄ |
1800er |
1810er |
1820er |
1830er
| 1840er | 1850er | 1860er | ►

◄◄ |
◄ |
1834 |
1835 |
1836 |
1837 |
1838
| 1839 | 1840 | 1841 | 1842 | ► | ►►
Staatsoberhäupter · Wahlen · Nekrolog   · Musikjahr
| Januar | Januar | Januar | Januar | Januar | Januar | Januar | Januar |
| Kw     | Mo     | Di     | Mi     | Do     | Fr     | Sa     | So     |
| ------ | ------ | ------ | ------ | ------ | ------ | ------ | ------ |
| 1      | 1      | 2      | 3      | 4      | 5      | 6      | 7      |
| 2      | 8      | 9      | 10     | 11     | 12     | 13     | 14     |
| 3      | 15     | 16     | 17     | 18     | 19     | 20     | 21     |
| 4      | 22     | 23     | 24     | 25     | 26     | 27     | 28     |
| 5      | 29     | 30     | 31     |        |        |        |        |

| Februar | Februar | Februar | Februar | Februar | Februar | Februar | Februar |
| Kw      | Mo      | Di      | Mi      | Do      | Fr      | Sa      | So      |
| ------- | ------- | ------- | ------- | ------- | ------- | ------- | ------- |
| 5       |         |         |         | 1       | 2       | 3       | 4       |
| 6       | 5       | 6       | 7       | 8       | 9       | 10      | 11      |
| 7       | 12      | 13      | 14      | 15      | 16      | 17      | 18      |
| 8       | 19      | 20      | 21      | 22      | 23      | 24      | 25      |
| 9       | 26      | 27      | 28      |         |         |         |         |

| März | März | März | März | März | März | März | März |
| Kw   | Mo   | Di   | Mi   | Do   | Fr   | Sa   | So   |
| ---- | ---- | ---- | ---- | ---- | ---- | ---- | ---- |
| 9    |      |      |      | 1    | 2    | 3    | 4    |
| 10   | 5    | 6    | 7    | 8    | 9    | 10   | 11   |
| 11   | 12   | 13   | 14   | 15   | 16   | 17   | 18   |
| 12   | 19   | 20   | 21   | 22   | 23   | 24   | 25   |
| 13   | 26   | 27   | 28   | 29   | 30   | 31   |      |

| April | April | April | April | April | April | April | April |
| Kw    | Mo    | Di    | Mi    | Do    | Fr    | Sa    | So    |
| ----- | ----- | ----- | ----- | ----- | ----- | ----- | ----- |
| 13    |       |       |       |       |       |       | 1     |
| 14    | 2     | 3     | 4     | 5     | 6     | 7     | 8     |
| 15    | 9     | 10    | 11    | 12    | 13    | 14    | 15    |
| 16    | 16    | 17    | 18    | 19    | 20    | 21    | 22    |
| 17    | 23    | 24    | 25    | 26    | 27    | 28    | 29    |
| 18    | 30    |       |       |       |       |       |       |

| Mai | Mai | Mai | Mai | Mai | Mai | Mai | Mai |
| Kw  | Mo  | Di  | Mi  | Do  | Fr  | Sa  | So  |
| --- | --- | --- | --- | --- | --- | --- | --- |
| 18  |     | 1   | 2   | 3   | 4   | 5   | 6   |
| 19  | 7   | 8   | 9   | 10  | 11  | 12  | 13  |
| 20  | 14  | 15  | 16  | 17  | 18  | 19  | 20  |
| 21  | 21  | 22  | 23  | 24  | 25  | 26  | 27  |
| 22  | 28  | 29  | 30  | 31  |     |     |     |

| Juni | Juni | Juni | Juni | Juni | Juni | Juni | Juni |
| Kw   | Mo   | Di   | Mi   | Do   | Fr   | Sa   | So   |
| ---- | ---- | ---- | ---- | ---- | ---- | ---- | ---- |
| 22   |      |      |      |      | 1    | 2    | 3    |
| 23   | 4    | 5    | 6    | 7    | 8    | 9    | 10   |
| 24   | 11   | 12   | 13   | 14   | 15   | 16   | 17   |
| 25   | 18   | 19   | 20   | 21   | 22   | 23   | 24   |
| 26   | 25   | 26   | 27   | 28   | 29   | 30   |      |

| Juli | Juli | Juli | Juli | Juli | Juli | Juli | Juli |
| Kw   | Mo   | Di   | Mi   | Do   | Fr   | Sa   | So   |
| ---- | ---- | ---- | ---- | ---- | ---- | ---- | ---- |
| 26   |      |      |      |      |      |      | 1    |
| 27   | 2    | 3    | 4    | 5    | 6    | 7    | 8    |
| 28   | 9    | 10   | 11   | 12   | 13   | 14   | 15   |
| 29   | 16   | 17   | 18   | 19   | 20   | 21   | 22   |
| 30   | 23   | 24   | 25   | 26   | 27   | 28   | 29   |
| 31   | 30   | 31   |      |      |      |      |      |

| August | August | August | August | August | August | August | August |
| Kw     | Mo     | Di     | Mi     | Do     | Fr     | Sa     | So     |
| ------ | ------ | ------ | ------ | ------ | ------ | ------ | ------ |
| 31     |        |        | 1      | 2      | 3      | 4      | 5      |
| 32     | 6      | 7      | 8      | 9      | 10     | 11     | 12     |
| 33     | 13     | 14     | 15     | 16     | 17     | 18     | 19     |
| 34     | 20     | 21     | 22     | 23     | 24     | 25     | 26     |
| 35     | 27     | 28     | 29     | 30     | 31     |        |        |

| September | September | September | September | September | September | September | September |
| Kw        | Mo        | Di        | Mi        | Do        | Fr        | Sa        | So        |
| --------- | --------- | --------- | --------- | --------- | --------- | --------- | --------- |
| 35        |           |           |           |           |           | 1         | 2         |
| 36        | 3         | 4         | 5         | 6         | 7         | 8         | 9         |
| 37        | 10        | 11        | 12        | 13        | 14        | 15        | 16        |
| 38        | 17        | 18        | 19        | 20        | 21        | 22        | 23        |
| 39        | 24        | 25        | 26        | 27        | 28        | 29        | 30        |

| Oktober | Oktober | Oktober | Oktober | Oktober | Oktober | Oktober | Oktober |
| Kw      | Mo      | Di      | Mi      | Do      | Fr      | Sa      | So      |
| ------- | ------- | ------- | ------- | ------- | ------- | ------- | ------- |
| 40      | 1       | 2       | 3       | 4       | 5       | 6       | 7       |
| 41      | 8       | 9       | 10      | 11      | 12      | 13      | 14      |
| 42      | 15      | 16      | 17      | 18      | 19      | 20      | 21      |
| 43      | 22      | 23      | 24      | 25      | 26      | 27      | 28      |
| 44      | 29      | 30      | 31      |         |         |         |         |

| November | November | November | November | November | November | November | November |
| Kw       | Mo       | Di       | Mi       | Do       | Fr       | Sa       | So       |
| -------- | -------- | -------- | -------- | -------- | -------- | -------- | -------- |
| 44       |          |          |          | 1        | 2        | 3        | 4        |
| 45       | 5        | 6        | 7        | 8        | 9        | 10       | 11       |
| 46       | 12       | 13       | 14       | 15       | 16       | 17       | 18       |
| 47       | 19       | 20       | 21       | 22       | 23       | 24       | 25       |
| 48       | 26       | 27       | 28       | 29       | 30       |          |          |

| Dezember | Dezember | Dezember | Dezember | Dezember | Dezember | Dezember | Dezember |
| Kw       | Mo       | Di       | Mi       | Do       | Fr       | Sa       | So       |
| -------- | -------- | -------- | -------- | -------- | -------- | -------- | -------- |
| 48       |          |          |          |          |          | 1        | 2        |
| 49       | 3        | 4        | 5        | 6        | 7        | 8        | 9        |
| 50       | 10       | 11       | 12       | 13       | 14       | 15       | 16       |
| 51       | 17       | 18       | 19       | 20       | 21       | 22       | 23       |
| 52       | 24       | 25       | 26       | 27       | 28       | 29       | 30       |
| 1        | 31       |          |          |          |          |          |          |

| Januar | Januar | Januar | Januar | Januar | Januar | Januar | Januar |
| Kw     | Mo     | Di     | Mi     | Do     | Fr     | Sa     | So     |
| ------ | ------ | ------ | ------ | ------ | ------ | ------ | ------ |
| 1      | 1      | 2      | 3      | 4      | 5      | 6      | 7      |
| 2      | 8      | 9      | 10     | 11     | 12     | 13     | 14     |
| 3      | 15     | 16     | 17     | 18     | 19     | 20     | 21     |
| 4      | 22     | 23     | 24     | 25     | 26     | 27     | 28     |
| 5      | 29     | 30     | 31     |        |        |        |        |

| Februar | Februar | Februar | Februar | Februar | Februar | Februar | Februar |
| Kw      | Mo      | Di      | Mi      | Do      | Fr      | Sa      | So      |
| ------- | ------- | ------- | ------- | ------- | ------- | ------- | ------- |
| 5       |         |         |         | 1       | 2       | 3       | 4       |
| 6       | 5       | 6       | 7       | 8       | 9       | 10      | 11      |
| 7       | 12      | 13      | 14      | 15      | 16      | 17      | 18      |
| 8       | 19      | 20      | 21      | 22      | 23      | 24      | 25      |
| 9       | 26      | 27      | 28      |         |         |         |         |

| März | März | März | März | März | März | März | März |
| Kw   | Mo   | Di   | Mi   | Do   | Fr   | Sa   | So   |
| ---- | ---- | ---- | ---- | ---- | ---- | ---- | ---- |
| 9    |      |      |      | 1    | 2    | 3    | 4    |
| 10   | 5    | 6    | 7    | 8    | 9    | 10   | 11   |
| 11   | 12   | 13   | 14   | 15   | 16   | 17   | 18   |
| 12   | 19   | 20   | 21   | 22   | 23   | 24   | 25   |
| 13   | 26   | 27   | 28   | 29   | 30   | 31   |      |

| April | April | April | April | April | April | April | April |
| Kw    | Mo    | Di    | Mi    | Do    | Fr    | Sa    | So    |
| ----- | ----- | ----- | ----- | ----- | ----- | ----- | ----- |
| 13    |       |       |       |       |       |       | 1     |
| 14    | 2     | 3     | 4     | 5     | 6     | 7     | 8     |
| 15    | 9     | 10    | 11    | 12    | 13    | 14    | 15    |
| 16    | 16    | 17    | 18    | 19    | 20    | 21    | 22    |
| 17    | 23    | 24    | 25    | 26    | 27    | 28    | 29    |
| 18    | 30    |       |       |       |       |       |       |

| Mai | Mai | Mai | Mai | Mai | Mai | Mai | Mai |
| Kw  | Mo  | Di  | Mi  | Do  | Fr  | Sa  | So  |
| --- | --- | --- | --- | --- | --- | --- | --- |
| 18  |     | 1   | 2   | 3   | 4   | 5   | 6   |
| 19  | 7   | 8   | 9   | 10  | 11  | 12  | 13  |
| 20  | 14  | 15  | 16  | 17  | 18  | 19  | 20  |
| 21  | 21  | 22  | 23  | 24  | 25  | 26  | 27  |
| 22  | 28  | 29  | 30  | 31  |     |     |     |

| Juni | Juni | Juni | Juni | Juni | Juni | Juni | Juni |
| Kw   | Mo   | Di   | Mi   | Do   | Fr   | Sa   | So   |
| ---- | ---- | ---- | ---- | ---- | ---- | ---- | ---- |
| 22   |      |      |      |      | 1    | 2    | 3    |
| 23   | 4    | 5    | 6    | 7    | 8    | 9    | 10   |
| 24   | 11   | 12   | 13   | 14   | 15   | 16   | 17   |
| 25   | 18   | 19   | 20   | 21   | 22   | 23   | 24   |
| 26   | 25   | 26   | 27   | 28   | 29   | 30   |      |

| Juli | Juli | Juli | Juli | Juli | Juli | Juli | Juli |
| Kw   | Mo   | Di   | Mi   | Do   | Fr   | Sa   | So   |
| ---- | ---- | ---- | ---- | ---- | ---- | ---- | ---- |
| 26   |      |      |      |      |      |      | 1    |
| 27   | 2    | 3    | 4    | 5    | 6    | 7    | 8    |
| 28   | 9    | 10   | 11   | 12   | 13   | 14   | 15   |
| 29   | 16   | 17   | 18   | 19   | 20   | 21   | 22   |
| 30   | 23   | 24   | 25   | 26   | 27   | 28   | 29   |
| 31   | 30   | 31   |      |      |      |      |      |

| August | August | August | August | August | August | August | August |
| Kw     | Mo     | Di     | Mi     | Do     | Fr     | Sa     | So     |
| ------ | ------ | ------ | ------ | ------ | ------ | ------ | ------ |
| 31     |        |        | 1      | 2      | 3      | 4      | 5      |
| 32     | 6      | 7      | 8      | 9      | 10     | 11     | 12     |
| 33     | 13     | 14     | 15     | 16     | 17     | 18     | 19     |
| 34     | 20     | 21     | 22     | 23     | 24     | 25     | 26     |
| 35     | 27     | 28     | 29     | 30     | 31     |        |        |

| September | September | September | September | September | September | September | September |
| Kw        | Mo        | Di        | Mi        | Do        | Fr        | Sa        | So        |
| --------- | --------- | --------- | --------- | --------- | --------- | --------- | --------- |
| 35        |           |           |           |           |           | 1         | 2         |
| 36        | 3         | 4         | 5         | 6         | 7         | 8         | 9         |
| 37        | 10        | 11        | 12        | 13        | 14        | 15        | 16        |
| 38        | 17        | 18        | 19        | 20        | 21        | 22        | 23        |
| 39        | 24        | 25        | 26        | 27        | 28        | 29        | 30        |

| Oktober | Oktober | Oktober | Oktober | Oktober | Oktober | Oktober | Oktober |
| Kw      | Mo      | Di      | Mi      | Do      | Fr      | Sa      | So      |
| ------- | ------- | ------- | ------- | ------- | ------- | ------- | ------- |
| 40      | 1       | 2       | 3       | 4       | 5       | 6       | 7       |
| 41      | 8       | 9       | 10      | 11      | 12      | 13      | 14      |
| 42      | 15      | 16      | 17      | 18      | 19      | 20      | 21      |
| 43      | 22      | 23      | 24      | 25      | 26      | 27      | 28      |
| 44      | 29      | 30      | 31      |         |         |         |         |

| November | November | November | November | November | November | November | November |
| Kw       | Mo       | Di       | Mi       | Do       | Fr       | Sa       | So       |
| -------- | -------- | -------- | -------- | -------- | -------- | -------- | -------- |
| 44       |          |          |          | 1        | 2        | 3        | 4        |
| 45       | 5        | 6        | 7        | 8        | 9        | 10       | 11       |
| 46       | 12       | 13       | 14       | 15       | 16       | 17       | 18       |
| 47       | 19       | 20       | 21       | 22       | 23       | 24       | 25       |
| 48       | 26       | 27       | 28       | 29       | 30       |          |          |

| Dezember | Dezember | Dezember | Dezember | Dezember | Dezember | Dezember | Dezember |
| Kw       | Mo       | Di       | Mi       | Do       | Fr       | Sa       | So       |
| -------- | -------- | -------- | -------- | -------- | -------- | -------- | -------- |
| 48       |          |          |          |          |          | 1        | 2        |
| 49       | 3        | 4        | 5        | 6        | 7        | 8        | 9        |
| 50       | 10       | 11       | 12       | 13       | 14       | 15       | 16       |
| 51       | 17       | 18       | 19       | 20       | 21       | 22       | 23       |
| 52       | 24       | 25       | 26       | 27       | 28       | 29       | 30       |
| 1        | 31       |          |          |          |          |          |          |

## Ereignisse

### Politik und Weltgeschehen

#### Die Auflösung der Zentralamerikanischen Konföderation
- 30. April: Nicaragua löst sich aus der Zentralamerikanischen Konföderation und erklärt sich für unabhängig.
- nach dem 23. Mai: Auf dem Pfad der Tränen, englisch Trail of Tears, erfolgt die Ermordung und Vertreibung von Cherokee-Indianern (USA, Vertrag von New Echota, Präsidenten Jackson und Martin Van Buren)
- 26. Oktober: Honduras scheidet aus der zentralamerikanischen Konföderation aus.
- 5. November: Endgültige Konstituierung von Honduras als unabhängiger Republik. Neue Hauptstadt wird Comayagua
- 14. November: Costa Rica tritt aus der Zentralamerikanischen Konföderation aus

#### Der Kuchenkrieg
- 27. November: Im Kuchenkrieg beschießt die französische Flotte das mexikanische Fort San Juan de Ulúa und die nahe Stadt Veracruz.
- 30. November: Im Kuchenkrieg verkündet Mexiko gegenüber Frankreich nach dem Angriff von dessen Flotte auf Veracruz den Kampf.

#### Weitere Ereignisse in Lateinamerika
- 13. Januar: Die Truppen des konservativen Militärs José Rafael Carrera Turcios erobern das von Liberalen regierte Guatemala-Stadt. Die Soldaten beginnen mit Plünderungen, Morden und Vergewaltigungen.
- 6. August: Chile bricht den Friedensvertrag von Paucarpata mit Peru und eröffnet neue Kämpfe im Peruanisch-Bolivianischen Konföderationskrieg. Chilenische Truppen landen in der Stadt Ancón, die Flotte blockiert den Hafen Callao.
- Yucatán erklärt seine Unabhängigkeit von Mexiko

#### Ozeanien

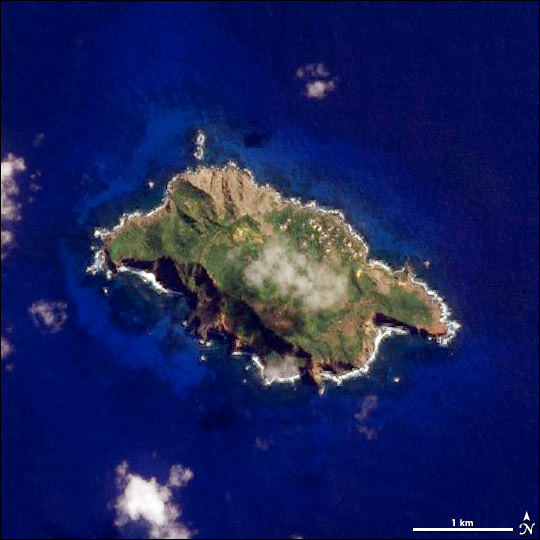
Satellitenbild von Pitcairn

- 30. November: Auf Pitcairn wird das erste nachhaltige Frauenwahlrecht eingeführt.

#### Asien
- 1. Oktober: Manifest von Shimla – der britische Generalgouverneur von Indien, Lord Auckland, erklärt den afghanischen Emir Dost Mohammed für abgesetzt, Auslöser des Ersten Anglo-Afghanischen Kriegs.

#### Afrika
- 16. Dezember: Die Buren besiegen die Zulu in der Schlacht am Bloodriver.

#### Europa
- 4. April: eine liberale Verfassung für das Königreich Portugal tritt in Kraft. Die Cortès hatten sie nach der Septemberrevolution in Portugal verabschiedet.
- 20. Mai: Johannes Niederer gründet in Genf den Grütliverein.
- Mai: In Glasgow (Großbritannien) wird die People's Charter mit Forderungen nach politischen und sozialen Reformen  öffentlich verkündet.
- 28. Juni: Victoria wird in einer feierlichen Zeremonie zur Königin von Großbritannien und Irland gekrönt.
- 1. August: Frankreich verlangt von der Schweiz, Napoléon III. auszuweisen. Napoléon war ein Jahr zuvor mit einem falschen Pass zu seiner sterbenden Mutter nach Arenenberg (Schweiz) gereist. Später mobilisiert Frankreich Truppen; ebenso die Schweiz. Napoléon reist freiwillig ab.
- 14. August: der Kniebeugestreit in Bayern beginnt mit einem (1845 aufgehobenen) Erlass.

### Wirtschaft

#### Geldpolitik
- 30. Juli: Im Dresdner Münzvertrag wird der Doppeltaler als gemeinsame Münze des Deutschen Zollvereins geschaffen.
- 5. September: Die Leipziger Bank wird als private Notenbank Sachsens gegründet.

#### Unternehmensgründungen
- 3. November: Als The Bombay Times and Journal of Commerce wird in Britisch-Indien die heutige Tageszeitung The Times of India gegründet.

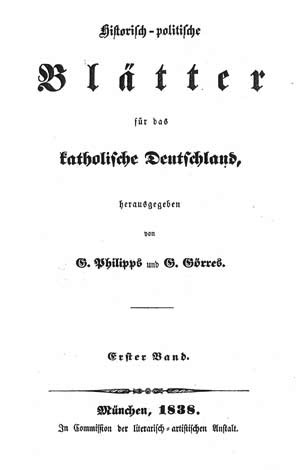
Titelblatt des ersten Jahrgangs von 1838

- Die Zeitschrift Historisch-politische Blätter für das katholische Deutschland wird gegründet.
- Gründung der Maschinenbauanstalt und Eisengießerei Schweffel & Howaldt, heute Howaldtswerke-Deutsche Werft GmbH (HDW)
- Die Preußische Rentenversicherungsanstalt wird eröffnet.

#### Verkehr
- 20. Januar: Auf der Grand Junction Railway zwischen Birmingham und Warrington wird das erste Travelling Post Office eingesetzt. In diesem Bahnpostwagen der Royal Mail wird die Post während der Fahrt sortiert.
- 8. April: Die Great Western, das größte Dampfschiff seiner Zeit, läuft im englischen Bristol zu seiner Jungfernfahrt nach New York aus.
- 23. April: Im Hafen von New York trifft das erste Dampfschiff aus Europa ein. Beginn eines planmäßigen Dampfschiffverkehrs über den Nordatlantik zwischen England und New York. Gegenüber einem Segelschiff reduziert sich die Reisezeit um die Hälfte.

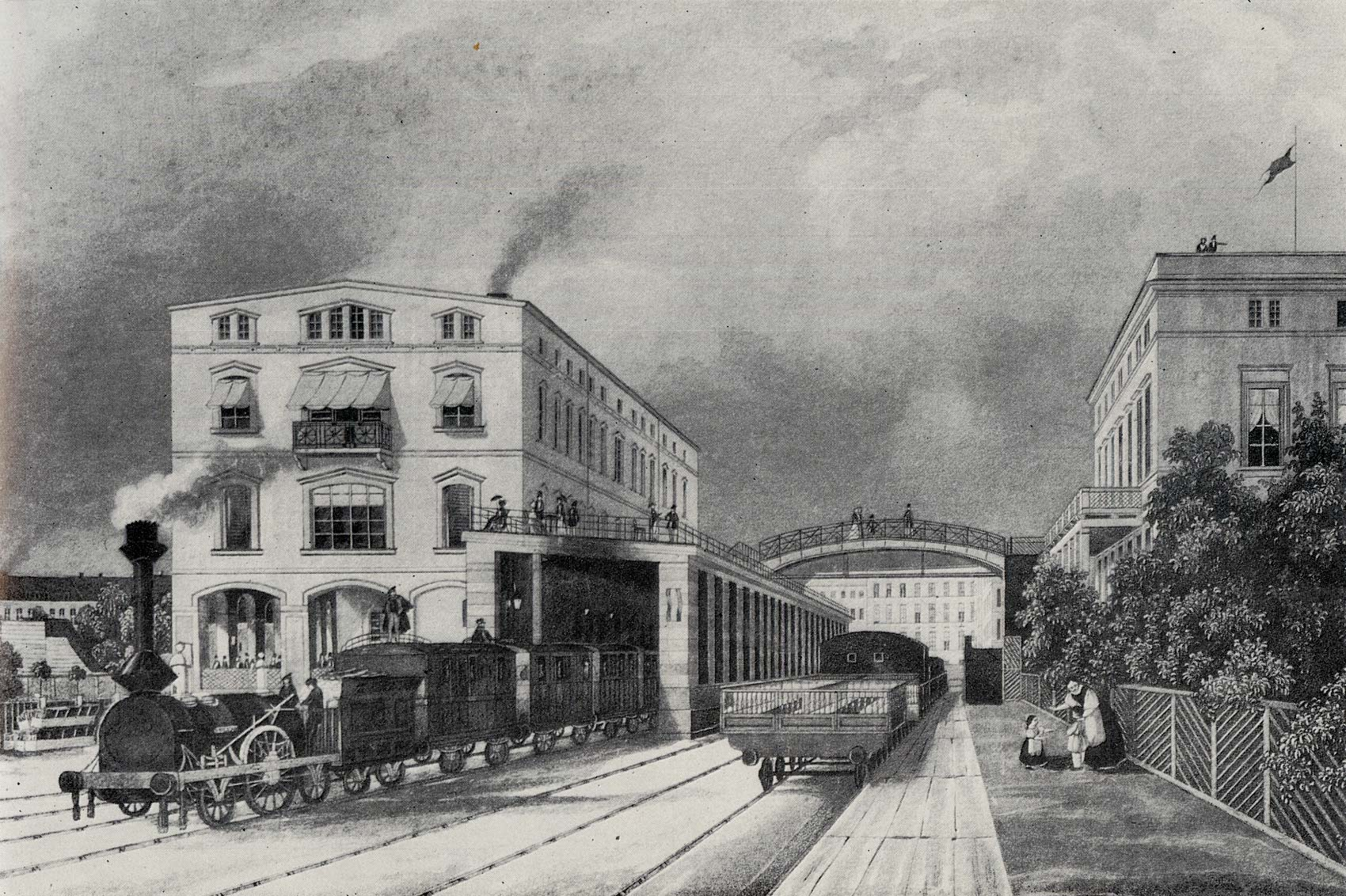
Potsdamer Bahnhof in Berlin, Stahlstich von 1843

- 22. September: Die Stammbahn, die erste Eisenbahnlinie Preußens, geht auf der Teilstrecke Potsdam–Zehlendorf in Betrieb.
- 29. Oktober: Die Bahnstrecke der Berlin-Potsdamer Eisenbahn ist fertiggestellt und wird als erste Eisenbahnlinie Preußens eröffnet.
- 1. Dezember: Die Herzoglich Braunschweigische Staatseisenbahn wird eröffnet, die erste staatliche Eisenbahn in Deutschland.

### Wissenschaft und Technik

#### Naturwissenschaften
- Friedrich Bessel berechnet durch Parallaxenmessung die Entfernung zu einem Stern.
- Mathias Schleiden erklärt die Zelle als Grundbaustein aller Pflanzengewebe.

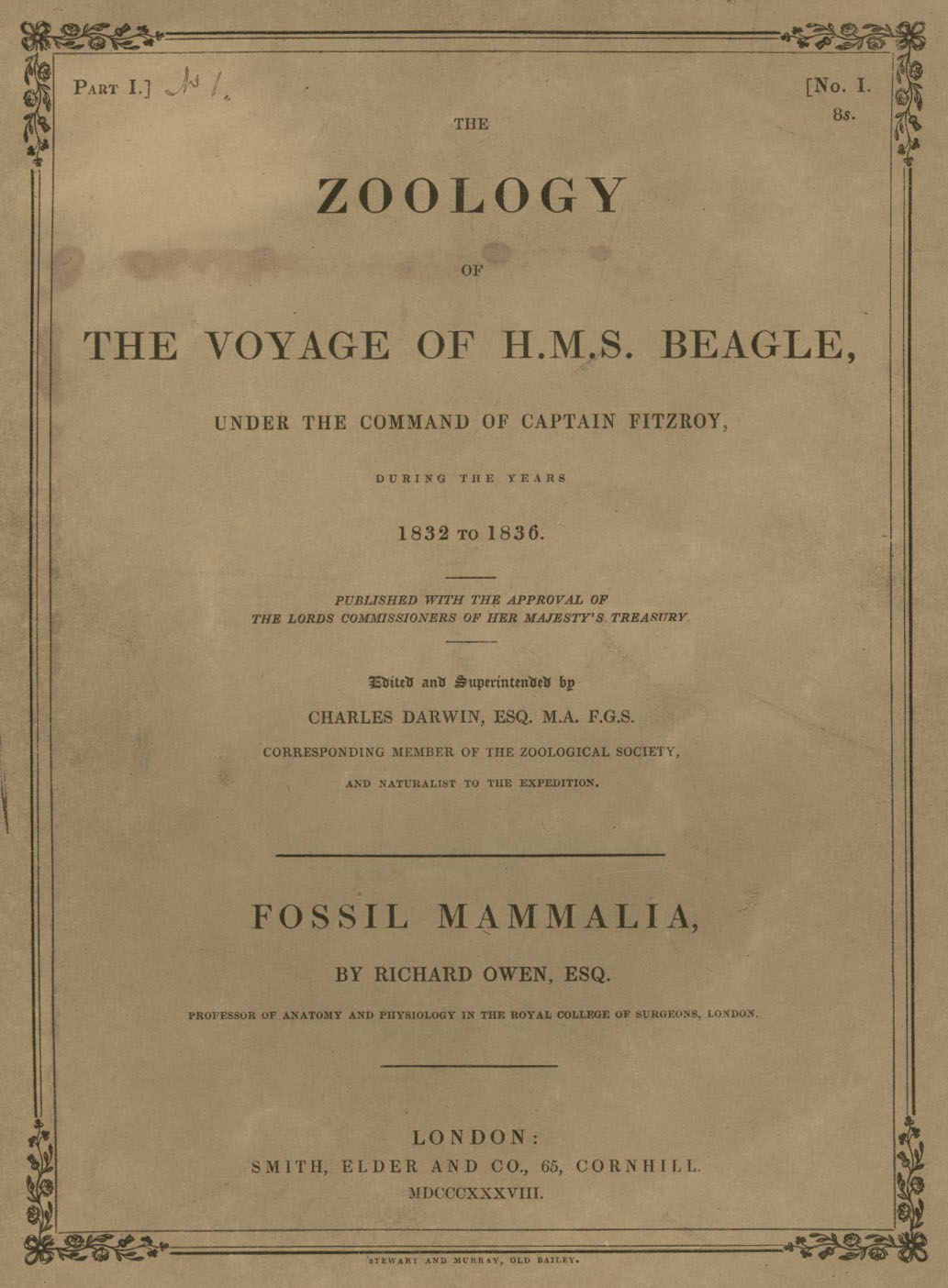
Fossil Mammalia von Richard Owen – Titelblatt der 1. Lieferung des 1. Bandes von 1838

- Als erster Band der von Charles Darwin herausgegebenen The Zoology of the Voyage of H.M.S. Beagle erscheint Fossil Mammalia.

#### Lehre und Forschung
- Die Duke University in North Carolina wird gegründet.

#### Sonstiges
- 6. Januar: Die Erfinder Samuel F. B. Morse und Alfred Vail führen einen modifizierten Schreibtelegrafen vor.
- Wiederentdeckung der Stadt Xanthos durch Charles Fellows

### Kultur

#### Bildende Kunst
- Das Centraal Museum Utrecht wird gegründet.

#### Musik und Theater
- 30. Januar: Die Uraufführung der Oper Maria de Rudenz von Gaetano Donizetti findet am Teatro La Fenice in Venedig statt. Das Libretto stammt von Salvatore Cammarano. Literarische Grundlage sind die Werke La nonne sanglante von Anicet-Bourgeois, Cuvelier und Maillan sowie The Monk von Matthew Gregory Lewis. Schon nach der zweiten Aufführung wird das Werk wieder aus dem Programm genommen.
- 5. März: Uraufführung der Oper Guido et Ginevra ou La peste de Florence von Fromental Halévy in Paris
- 6. März: Das Lustspiel Weh dem, der lügt! Franz Grillparzer wird am alten Wiener Burgtheater am Michaelerplatz uraufgeführt. Grillparzer entnahm den Stoff der Historia Francorum von Gregor von Tours. Das Stück stößt beim Publikum auf Unverständnis und löst nach der Aufführung einen Skandal aus, der Grillparzer bewegt, sich von der Öffentlichkeit zurückzuziehen.
- 10. März: Glück, Mißbrauch und Rückkehr, eine Posse mit Gesang von Johann Nestroy, wird am Theater an der Wien bei Wien uraufgeführt und mit Begeisterung aufgenommen.
- 10. Juni: Uraufführung der Oper Le comte de Saint-Mégrin (La duchesse de Guise) von Friedrich von Flotow in Royaumont
- 19. Juli: Uraufführung der Oper Falstaff von Michael William Balfe in London
- 24. September: Uraufführung der komischen Operette Die Verjüngerungs-Essenz von Conradin Kreutzer am Theater am Kärntnertor in Wien
- 1. November: Uraufführung der komischen Oper Der Schöffe von Paris von Heinrich Dorn in Riga
- 15. November: Uraufführung der komischen Oper Lady Melvil von Friedrich von Flotow am Théâtre de la Renaissance in Paris

### Gesellschaft
- 26. Februar: In Mainz findet der erste Rosenmontagszug statt.
- 27. November: Großherzog August stiftet den Oldenburgischen Haus- und Verdienstorden.
- Oktavian Graf Kinsky, tschechischer Fürst, begründet die Kinsky-Pferdezucht.

### Religion
- 27. Oktober: Der Gouverneur im US-Bundesstaat Missouri verfügt die Ausweisung aller Mormonen aus seinem Staat.
- 12. Dezember: In München wird der Ludwigs-Missionsverein gegründet, der mit Förderung des Königs Ludwig I. die römisch-katholische Kirche in Nordamerika und in Asien unterstützt.

## Historische Karten und Ansichten

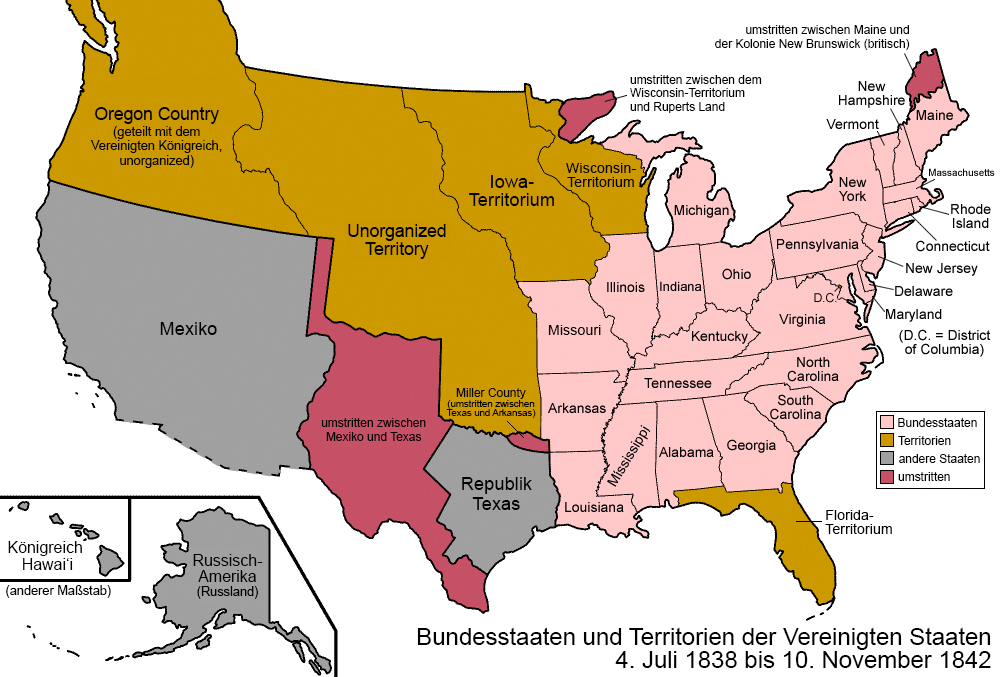
Vereinigte Staaten 1838

## Geboren

### Januar/Februar
- 02. Januar: Jules Brunet, französischer Offizier († 1911)
- 05. Januar: Henri Dubois, Schweizer evangelischer Geistlicher und Hochschullehrer († 1928)
- 05. Januar: Marie Ennemond Camille Jordan, französischer Mathematiker († 1922)

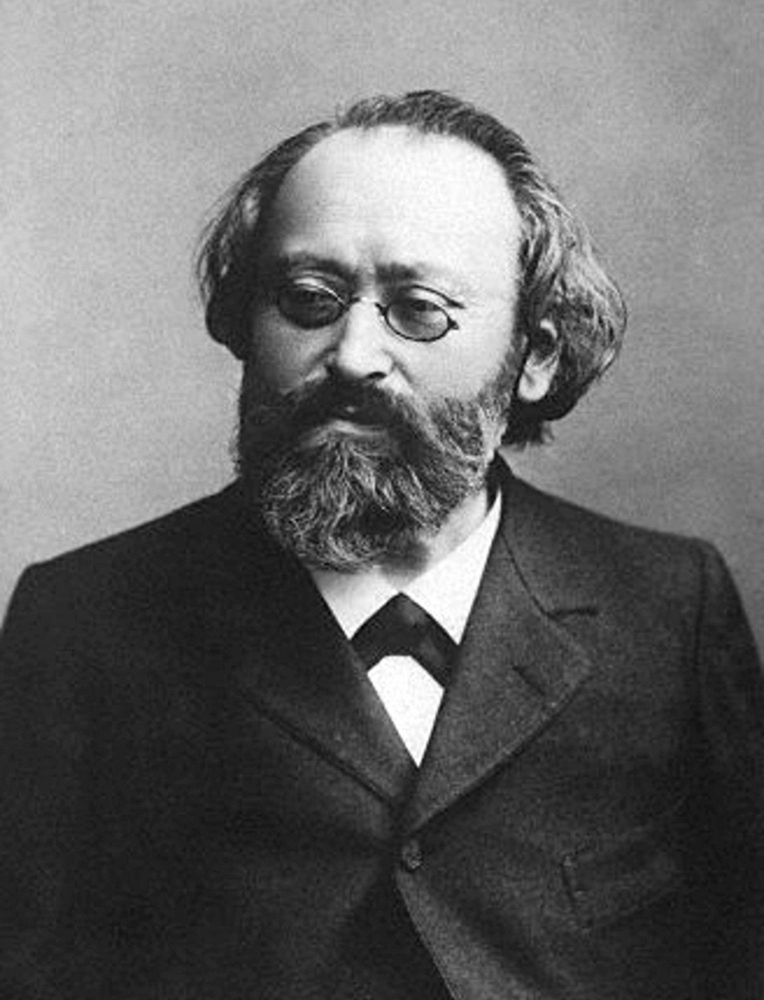
Max Bruch

- 06. Januar: Max Bruch, deutscher Komponist und Dirigent († 1920)
- 07. Januar: Vilmos Győry, ungarischer Schriftsteller und Übersetzer († 1885)
- 08. Januar: Eleonore de Ahna, deutsche Opernsängerin († 1865)
- 10. Januar: Hermann Walter, deutscher Fotograf († 1909)
- 11. Januar: Giovanni Cagliero, Kardinal der römisch-katholischen Kirche († 1926)
- 13. Januar: Ernst Christian Achelis, evangelischer Theologe († 1912)
- 13. Januar: Joseph Higgins, römisch-katholischer Bischof († 1915)
- 14. Januar: Ulrich Meister junior, Schweizer Förster und Politiker († 1917)
- 16. Januar: Franz Brentano, deutscher Philosoph und Psychologe († 1917)
- 19. Januar: Carl Alexander von Martius, deutscher Chemiker († 1920)
- 21. Januar: George H. Hoffman, US-amerikanischer Politiker († 1922)
- 24. Januar: Johan Cesar Godeffroy, deutscher Kaufmann und Hanseat († 1912)
- 28. Januar: Abraham Kuhn, elsässischer Arzt und Professor († 1900)
- 28. Januar: James Craig Watson, US-amerikanischer Astronom († 1880)
- 29. Januar: Edward W. Morley, US-amerikanischer Chemiker († 1923)
- 04. Februar: Tomaso Benvenuti, italienischer Komponist († 1906)
- 06. Februar: Eduard Hitzig, deutscher Hirnforscher († 1907)
- 06. Februar: Henry Irving, britischer Schauspieler († 1905)
- 07. Februar: August von Miaskowski, deutscher Nationalökonom († 1899)
- 07. Februar: Carl Mendelssohn Bartholdy, deutscher Historiker († 1897)
- 12. Februar: Kaspar Kögler, deutscher Maler und Schriftsteller († 1923)
- 14. Februar: Philipp Johann Berdellé, deutscher Architekt († 1903)
- 15. Februar: Ludwig Brill, deutscher Lehrer und Dichter († 1886)
- 16. Februar: Henry Adams, Historiker und Schriftsteller († 1918)
- 17. Februar: Fjodor Fjodorowitsch Beilstein, deutsch-russischer Chemiker († 1906)

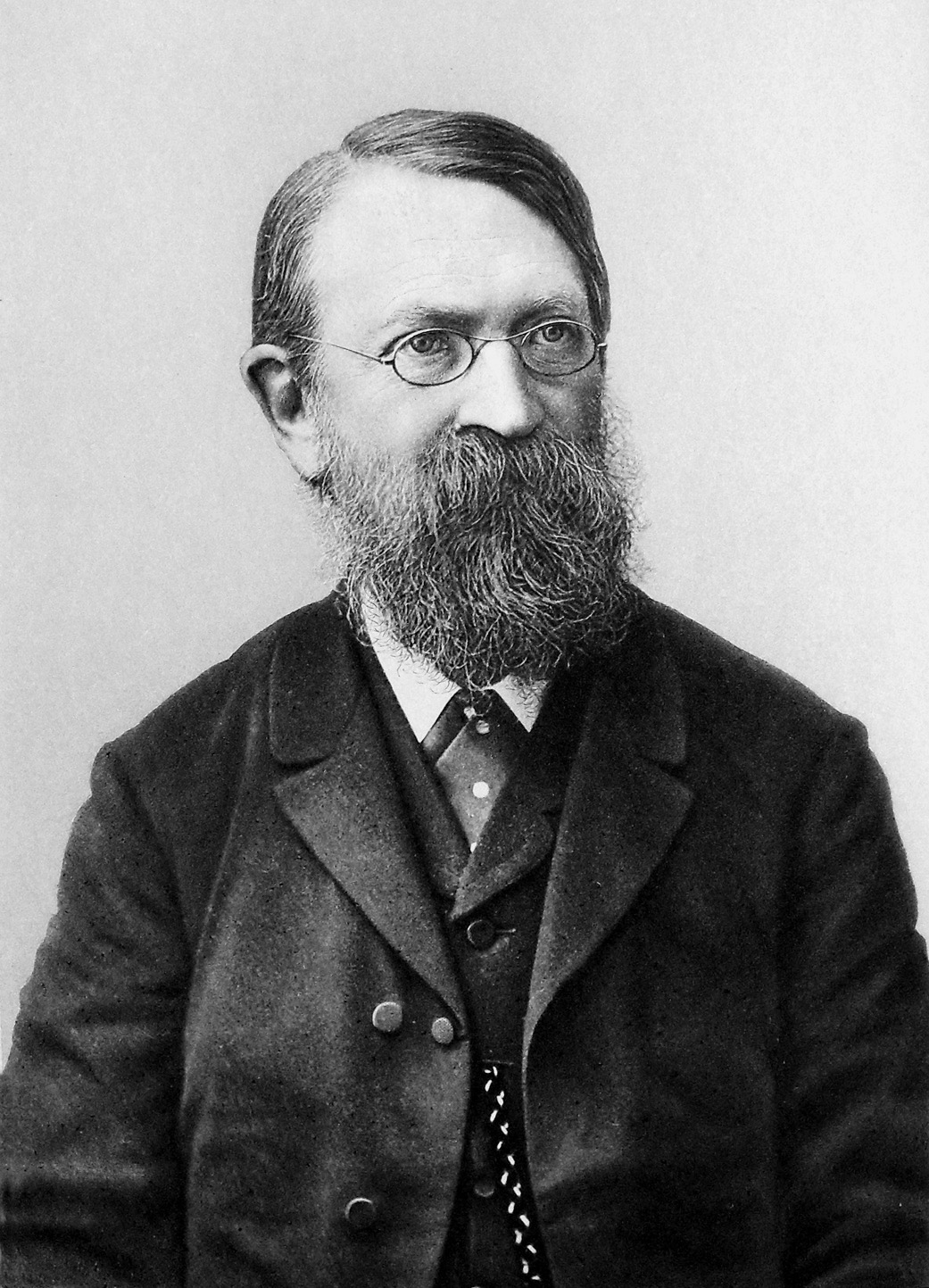
Ernst Mach, 1900

- 18. Februar: Ernst Mach, österreichischer Physiker und Philosoph († 1916)
- 19. Februar: Lydia Thompson, britische Tänzerin († 1908)
- 23. Februar: Johanna Willborn, deutsche Pädagogin und Schriftstellerin († 1908)
- 24. Februar: Eracle Arion, rumänischer General († 1903)
- 26. Februar: Wendelin Weißheimer, deutscher Komponist, Kapellmeister und Musikschriftsteller († 1910)
- 27. Februar: Josefine Gallmeyer, österreichische Schauspielerin († 1884)
- 28. Februar: Hugo von Bilimek-Waissolm, österreichischer Feldmarschallleutnant († 1896)
- 28. Februar: Maurice Lévy, französischer Mathematiker, Physiker und Ingenieur († 1910)

### März/April
- 03. März: George William Hill, US-amerikanischer Astronom und Mathematiker († 1914)
- 05. März: Karl Friedrich Ebert, deutscher Industrieller und Reichstagsabgeordneter († 1889)
- 06. März: Szymon Winawer, polnischer Schachspieler († 1919)
- 07. März: Carlos Otto, deutscher Chemiker und Unternehmer († 1897)
- 09. März: Heinrich Lanz, deutscher Erfinder und Hersteller von Landmaschinen († 1905)
- 09. März: Ludwig Gumplovicz, polnischer Jurist; einer der Gründungsväter der europäischen Soziologie († 1909)
- 11. März: Ōkuma Shigenobu, japanischer Premierminister († 1922)
- 12. März: William Henry Perkin, britischer Chemiker und Industrieller († 1907)
- 15. März: Karl Juljewitsch Dawidow, russischer Komponist und Dirigent († 1889)
- 17. März: Robert J. Reynolds, US-amerikanischer Politiker († 1909)
- 19. März: Anton Anno, deutscher Schauspieler, Regisseur, Theaterdirektor und Dramatiker († 1893)
- 23. März: Wilhelm Pailler, österreichischer Theologe und Volkskundler († 1895)
- 27. März: Hubert Stier, deutscher Architekt († 1907)
- 29. März: Louis Joseph Nicolas André, französischer General und Kriegsminister († 1913)
- 30. März: Paul Adolphe Tièche, Schweizer Architekt und Politiker († 1912)
- 02. April: Léon Gambetta, französischer Staatsmann der Dritten Republik († 1882)
- 02. April: Josef Kalousek, tschechischer Historiker († 1915)
- 04. April: James Black Groome, US-amerikanischer Politiker († 1893)
- 07. April: Ferdinand Thieriot, deutscher Komponist († 1919)
- 10. April: Gustav Droysen, deutscher Historiker († 1908)
- 10. April: Johann Hinrich Fehrs, deutscher Erzähler und Lyriker († 1916)
- 10. April: Eduard Kremser, österreichischer Komponist, Arrangeur und Dirigent († 1914)
- 10. April: Nicolás Salmerón, spanischer Politiker und Universitätsdozent († 1908)
- 11. April: Hermann Vogelsang, deutscher Geologe († 1874)
- 12. April: Karl Julius Späth, Erfinder und Konstrukteur, Uhrmacher († 1919)
- 12. April: John Butler Smith, US-amerikanischer Politiker († 1914)
- 13. April: Rudolf Falb, österreichischer Forscher und Meteorologe († 1903)

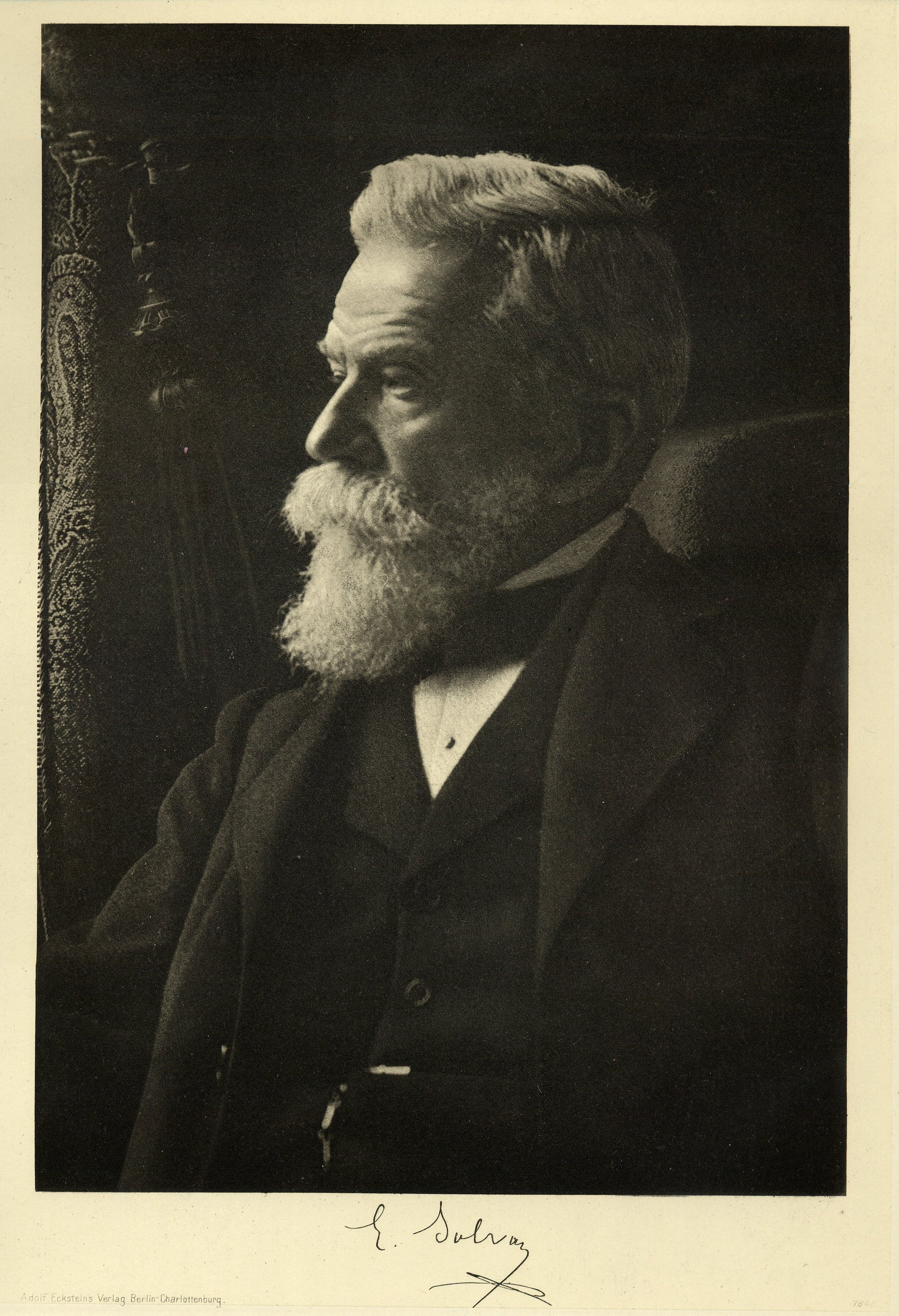
Ernest Solvay (um 1900)

- 16. April: Ernest Solvay, belgischer Chemiker und Amateurforscher († 1922)
- 17. April: Antoinette Charlotte Marie Josephine Karoline Frida von Sachsen-Altenburg, Herzogin von Anhalt († 1908)
- 18. April: Paul Émile Lecoq de Boisbaudran, französischer Chemiker († 1912)
- 21. April: John Muir, schottisch-US-amerikanischer Naturforscher, Naturphilosoph und Naturschützer († 1914)
- 24. April: Jules Levy, US-amerikanischer Komponist und Kornettist († 1903)
- 26. April: Carl Wilhelm Heine, Mediziner, Chirurg und Präsident der deutschen Ärzteschaft in Prag († 1877)
- 28. April: Tobias Asser, niederländischer Jurist und Politiker († 1913)
- 30. April: Albert Kündig, Schweizer Unternehmer und Politiker († 1908)

### Mai/Juni
- 10. Mai: John Wilkes Booth, US-amerikanischer Schauspieler, Mörder Abraham Lincolns († 1865)
- 11. Mai: Isabelle Bogelot, französische Feministin († 1923)
- 11. Mai: Friedrich Imhoof-Blumer, Schweizer Numismatiker († 1920)
- 12. Mai: James McMillan, US-amerikanischer Politiker († 1902)
- 15. Mai: Nicolae Grigorescu, rumänischer Maler († 1907)
- 23. Mai: Alfred Kirchhoff, deutscher Geograph († 1907)
- 24. Mai: Paul Laband, deutscher Germanist und Staatsrechtslehrer († 1918)
- 24. Mai: Sigismund von Zedlitz und Neukirch, deutscher Jagdkynologe und Jagdschriftsteller (Hegewald) († 1903)
- 28. Mai: Otto Keller, deutscher Altphilologe († 1927)
- 31. Mai: Henry Sidgwick, englischer Philosoph († 1900)
- 03. Juni: Moritz Thausing, böhmischer Kunstschriftsteller († 1884)
- 04. Juni: John Grigg, neuseeländischer Hobby-Astronom und Kometenjäger († 1920)
- 05. Juni: Barnabé Akscheislian, Bischof der Armenisch-Katholischen Kirche († 1898)
- 06. Juni: Adolf Karl Ludwig Claus, deutscher Chemiker († 1900)
- 08. Juni: John Naylor, englischer Organist und Komponist († 1897)
- 11. Juni: Marià Fortuny, spanischer Maler († 1874)
- 13. Juni: Wilhelm Reiß, deutscher Forschungsreisender und Vulkanologe († 1908)
- 14. Juni: Wilhelm Girardet, deutscher Buchbinder, Buchdrucker, Verleger und Unternehmer († 1918)
- 14. Juni: Aritomo Yamagata, japanischer Militärführer, Nationalheld und Premierminister († 1922)
- 15. Juni: Carl Kundmann, österreichischer Bildhauer († 1919)
- 16. Juni: Otto Galama Houtrouw, deutscher reformierter Theologe und Heimatforscher († 1933)
- 19. Juni: Julius Henrik Lange, dänischer Kunsthistoriker und Ästhetiker († 1896)
- 22. Juni: Ferdinand Hartzer, deutscher Bildhauer († 1906)
- 24. Juni: Gustav von Schmoller, deutscher Ökonom, gilt als Hauptvertreter der sogenannten historischen Schule († 1917)
- 24. Juni: Jan Matejko, polnischer Maler († 1893)
- 27. Juni: Peter-Paul Mauser, deutscher Waffenkonstrukteur († 1914)

### Juli/August
- 01. Juli: Robert Beyschlag, deutscher Genremaler († 1903)
- 01. Juli: William Paine Lord, US-amerikanischer Politiker († 1911)

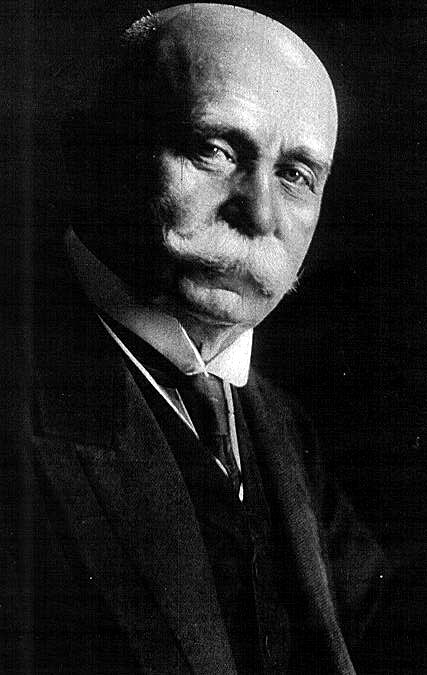
Ferdinand Graf von Zeppelin

- 08. Juli: Ferdinand Graf von Zeppelin, deutscher General und Luftschiffkonstrukteur († 1917)
- 09. Juli: Philip Paul Bliss, US-amerikanischer Komponist und Textdichter von Erweckungsliedern († 1876)
- 11. Juli: Wojciech Kętrzyński, polnischer Historiker († 1918)
- 11. Juli: John Wanamaker, US-amerikanischer Kaufmann und ehemaliger Postminister der USA († 1922)
- 11. Juli: Urban A. Woodbury, US-amerikanischer Politiker († 1915)
- 15. Juli: Samuel Plattner, Schweizer Jurist, Journalist und Bühnenautor († 1908)
- 16. Juli: Frédéric de Rougemont der Jüngere, Schweizer evangelischer Geistlicher und Entomologe († 1917)
- 18. Juli: Edouard Lockroy, französischer Politiker († 1913)
- 19. Juli: Joel Asaph Allen, US-amerikanischer Zoologe und Ornithologe († 1921)
- 20. Juli: George Trevelyan, 2. Baronet, britischer Historiker und Staatsmann in der Regierung William Gladstone († 1928)
- 23. Juli: Édouard Colonne, französischer Dirigent († 1910)
- 28. Juli: John I. Mitchell, US-amerikanischer Politiker († 1907)
- 30. Juli: Eugen Richter, deutscher Politiker († 1906)
- 01. August: Ludwig von Neapel-Sizilien, Graf von Trani und Prinz von Neapel-Sizilien († 1886)
- 01. August. Jules Léotard, französischer Artist († 1870)
- 06. August: José María Justo Cos y Macho, Erzbischof von Valladolid und Kardinal († 1919)
- 12. August: Warner Miller, US-amerikanischer Politiker († 1918)
- 16. August: Marina Krebs, deutsche Schriftstellerin († 1910)
- 23. August: Franz Deym, österreichischer Diplomat († 1903)
- 24. August: Sanford Christie Barnum, US-amerikanischer Zahnarzt, Erfinder des Kofferdam († 1885)
- 29. August: John F. Appleton, US-amerikanischer Jurist und General († 1870)
- 30. August: Alexander von Prittwitz und Gaffron, russischer Generalmajor († 1915)

### September/Oktober
- 01. September: Friedrich Preller der Jüngere, deutscher Landschafts- und Marinemaler († 1901)
- 02. September: Liliuokalani, hawaiische Königin († 1917)
- 03. September: Josef Hötte, deutscher Pelzhändler und Mäzen († 1919)
- 07. September: Ludovic-Henri-Marie-Ixile Julien-Laferrière, französischer Geistlicher und römisch-katholischer Bischof von Constantine-Hippone († 1896)
- 08. September: Carl Weyprecht, deutscher Marineoffizier, Arktisforscher und Geophysiker († 1881)
- 09. September: Bonifaz Krug, italienischer Benediktinerabt deutscher Abstammung († 1909)
- 11. September: Adam Asnyk, polnischer Lyriker und Dramatiker († 1897)
- 12. September: Arthur Auwers, deutscher Astronom († 1915)
- 13. September: Otto Benndorf, deutscher Archäologe († 1907)
- 13. September: Marius Nygaard, norwegischer Philologe († 1912)
- 20. September: Friedrich Keller, deutscher Vizekonsul in der Templerkolonie in Haifa († 1913)
- 20. September: Theodor Reuter, Königlich Preußischer Schuldirektor († 1909)
- 23. September: Victoria Claflin Woodhull Martin, US-amerikanische Finanzmaklerin († 1927)
- 27. September: José Arechavaleta y Balpardo, spanischer Botaniker († 1912)
- 27. September: Wilhelm Ferdinand Arndt, deutscher Historiker und Paläograf († 1895)
- 27. September: Marie Delaporte, französische Schauspielerin († 1910)
- 28. September: August Howaldt, deutscher Bildhauer und Modelleur († 1868)
- 01. Oktober: Joseph Clay Stiles Blackburn, US-amerikanischer Politiker († 1918)
- 03. Oktober: Otto Devrient, deutscher Schauspieler und Dramatiker († 1894)
- 06. Oktober: Giuseppe Cesare Abba, italienischer Schriftsteller und Freiheitskämpfer († 1910)
- 06. Oktober: Sophie Wörishöffer, deutsche Jugendbuchautorin († 1890)
- 08. Oktober: Jan Gebauer, tschechischer Sprachwissenschaftler und Literaturhistoriker († 1907)
- 08. Oktober: John Hay, US-amerikanischer Politiker († 1905)
- 08. Oktober: Montagu Corry, 1. Baron Rowton, britischer Politiker und Philanthrop († 1903)
- 18. Oktober: Nicolae Teclu, rumänischer Chemiker und Architekt († 1916)
- 19. Oktober: Philippine von Edelsberg, österreichische Opernsängerin († 1917)
- 20. Oktober: Christian Horne, Landwirt und Lehrer († 1912)
- 21. Oktober: Otto Stockmayer, deutscher Professor, Pfarrer und Evangelist († 1917)
- 22. Oktober: August zu Eulenburg, preußischer General der Infanterie sowie Minister des königlichen Hauses († 1921)
- 24. Oktober: Emil Frey, Schweizer Politiker († 1922)

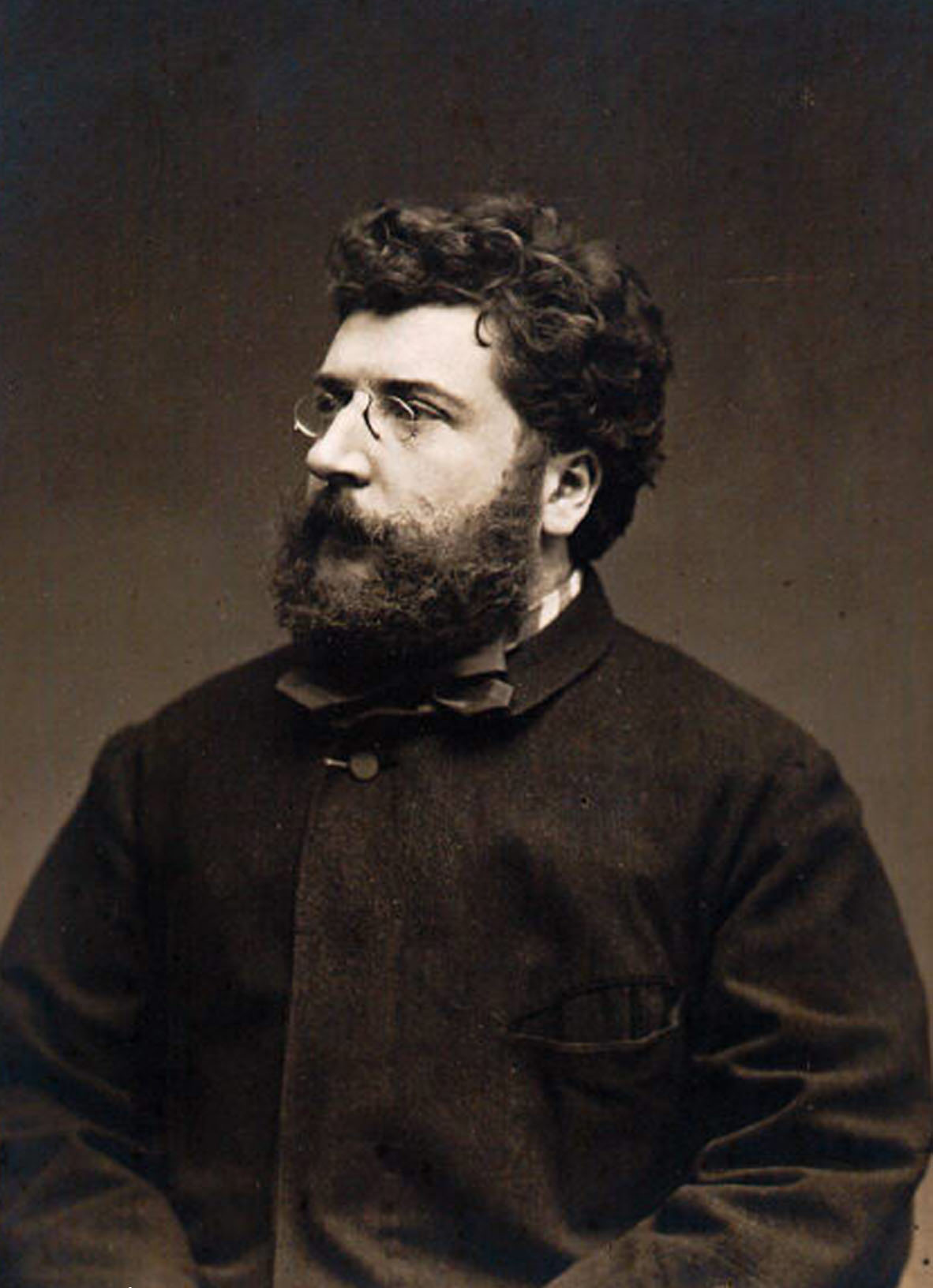
Georges Bizet

- 25. Oktober: Georges Bizet, französischer Komponist († 1875)
- 27. Oktober: John D. Long, US-amerikanischer Politiker († 1915)
- 30. Oktober: George Ainslie, US-amerikanischer Politiker († 1913)
- 31. Oktober: Heinrich Ernst Göring, deutscher Jurist und Diplomat († 1913)
- 31. Oktober: Ludwig I., portugiesischer König († 1889)

### November/Dezember
- 05. November: Konrad Furrer, Schweizer evangelischer Geistlicher und Palästinaforscher († 1908)
- 07. November: Auguste de Villiers de L’Isle-Adam, französischer Schriftsteller († 1889)
- 08. November: Caroline Amalie Meldahl, dänische Malerin († 1906)
- 11. November: Karl von Fritsch, deutscher Geologe und Paläologe († 1906)
- 13. November: Anna Marie Geibelt, deutsche Stifterin mildtätiger Organisationen († 1923)
- 13. November: Joseph F. Smith, Präsident der Kirche Jesu Christi der Heiligen der Letzten Tage († 1918)
- 18. November: Karl Schäfer, deutscher Orgelbauer († 1922)
- 20. November: William Painter (Erfinder), amerikanischer Erfinder († 1906)
- 21. November: Ernst Basch, deutscher Zauberkünstler und Unternehmer († 1908)
- 23. November: Giuseppe Gatti, italienischer Archäologe und Epigraphiker († 1914)
- 23. November: Georg Albert, Fürst von Schwarzburg-Rudolstadt und preußischer General († 1890)
- 25. November: Elisabeth Bürstenbinder, deutsche Schriftstellerin († 1918)
- 26. November: Jakob Berthieu, französischer Jesuit, Missionar und Seliger der römisch-katholischen Kirche († 1896)
- 29. November: Giovanni Losi, italienisch römisch-katholischer Ordenspriester († 1882)
- 01. Dezember: Carl Arendt, deutscher Sinologe († 1902)
- 02. Dezember: Thomas Annandale, britischer Chirurg († 1907)
- 03. Dezember: Cleveland Abbe, US-amerikanischer Astronom und erster Meteorologe († 1916)
- 03. Dezember: Wilhelm Mohr, deutscher Journalist und Schriftsteller († 1888)
- 03. Dezember: Luise Marie Elisabeth von Preußen, badische Großherzogin († 1923)
- 04. Dezember: Melisio Morales, mexikanischer Komponist († 1908)
- 05. Dezember: Leopold Auspitz, österreichischer Generalmajor und Schriftsteller († 1907)
- 07. Dezember: Franz Gehring, deutscher Mathematiker und Musikpublizist († 1884)
- 09. Dezember: Otto Schill, Jurist und Kommunalpolitiker in Leipzig († 1918)

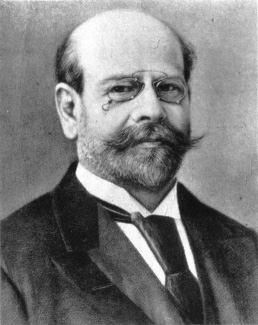
Emil Rathenau

- 11. Dezember: Emil Rathenau, deutscher Großindustrieller (Gründer der AEG) († 1915)
- 11. Dezember: Whitney Eugene Thayer, US-amerikanischer Organist und Komponist († 1889)
- 15. Dezember: Gustav Neumann, deutscher Schachspieler († 1881)
- 19. Dezember: Wilhelm Oncken, deutscher Historiker († 1905)
- 20. Dezember: Edwin Abbott Abbott, englischer Schuldirektor, Theologe und Schriftsteller († 1926)
- 21. Dezember: Wilhelm Maurenbrecher, Reformationshistoriker († 1892)
- 22. Dezember: Florian Kindle, liechtensteinischer Komponist und Priester († 1909)
- 24. Dezember: Thorvald Nicolai Thiele, dänischer Mathematiker und Astronom († 1910)

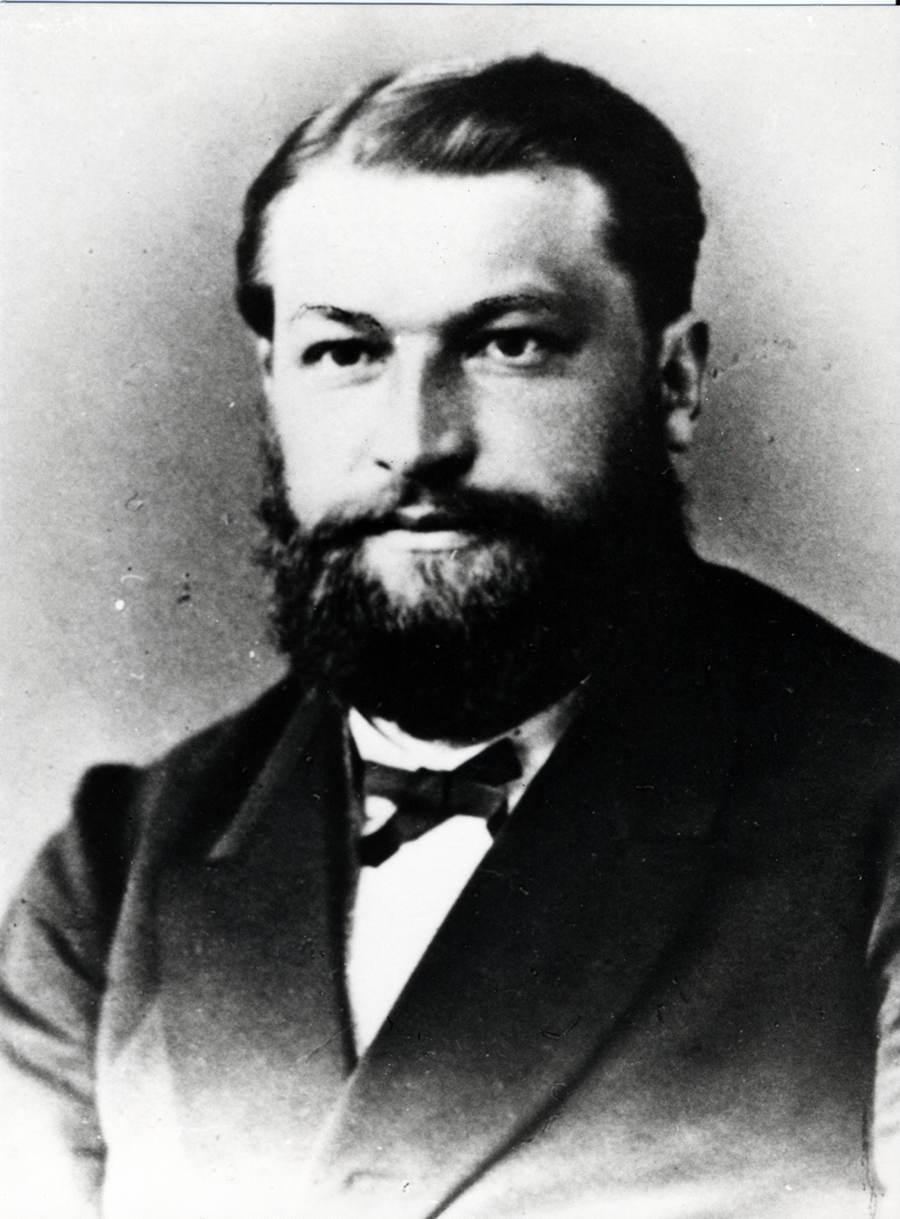
Clemens Winkler, um 1875

- 26. Dezember: Clemens Winkler, deutscher Chemiker († 1904)
- 27. Dezember: Lars Oftedal, norwegischer Pfarrer, Redakteur und Politiker († 1900)
- 27. Dezember: Paul Pogge, deutscher Afrikareisender († 1884)
- 29. Dezember: Walter Magnus Runeberg, Bildhauer († 1920)
- 30. Dezember: Émile Loubet, französischer Staatspräsident 1896–1906 († 1929)
- 31. Dezember: Jules Dalou, französischer Bildhauer († 1902)

### Genaues Geburtsdatum unbekannt
- Sayyid Dschamal ad-Din al-Afghani Sayyid Muhammad ibn Safdar al-Husaini, persischer politischer Aktivist und Theoretiker († 1897)
- He Dog, indianischer Häuptling der Oglala-Lakota-Sioux († 1936)

## Gestorben

### Januar bis April
- 02. Januar: Jakob Salentin von Zuccalmaglio, deutscher Jurist und Politiker (* 1775)
- 03. Januar: Maximilian von Sachsen, Sohn des sächsischen Kurfürsten Friedrich Christian und designierter Kronprinz von Sachsen (* 1759)
- 07. Januar: Josef Mathias Grassi, österreichischer Historien- und Porträtmaler (* 1757)
- 13. Januar: Ferdinand Ries, deutscher Klavierspieler und Komponist (* 1784)

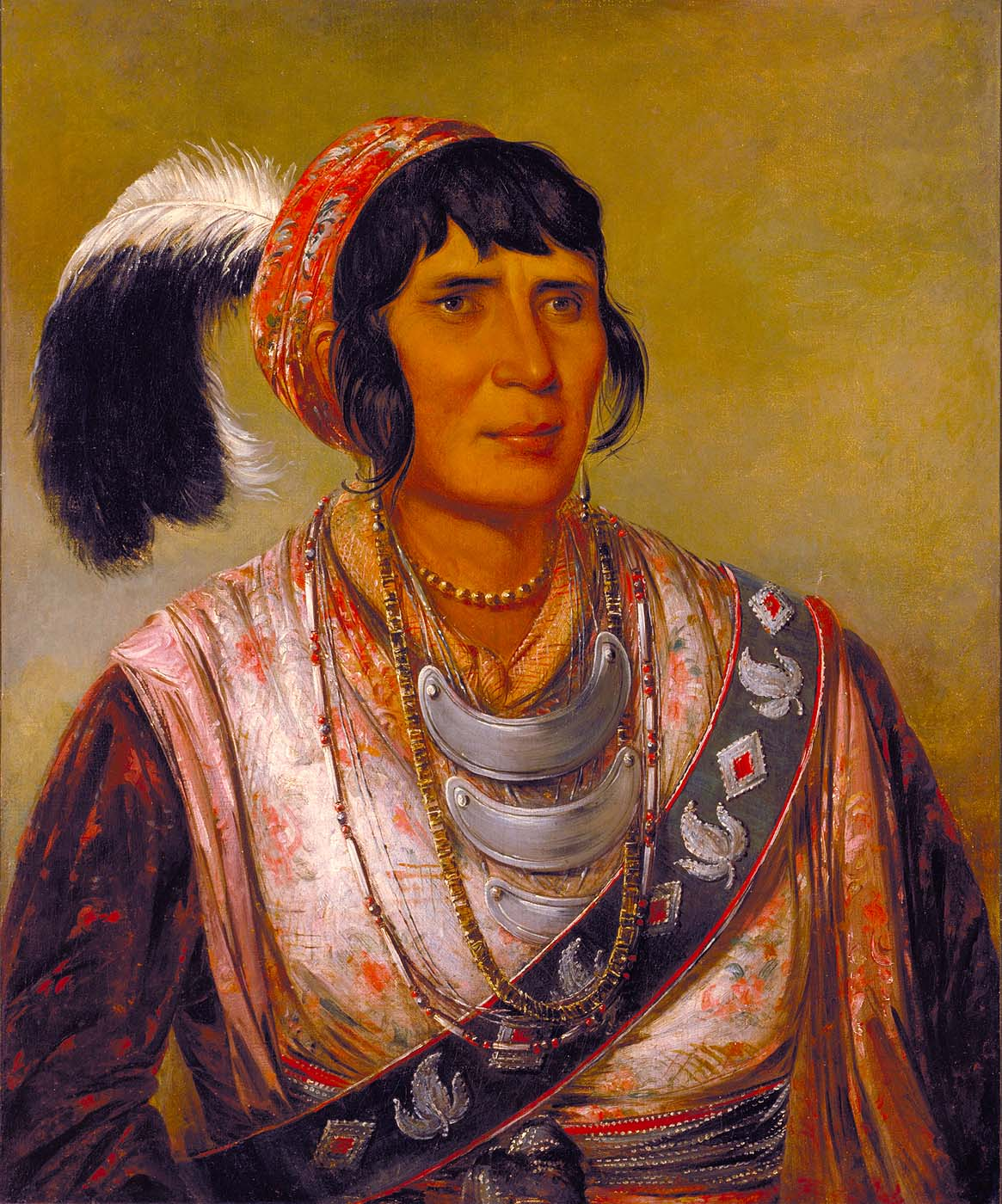
Osceola, Häuptling der Seminolen, von George Catlin

- 20. Januar: Osceola, Führer der Seminolen (* 1804)
- 21. Januar: Carl Gustav Ludwig von Moltke, deutscher Gutsherr, Oberjägermeister und Kammerherr (* 1754)
- 27. Januar: Wilhelm von Alvensleben, Domherr in Halberstadt, Eigentümer von mehreren Schlösser und einer der größten Grundbesitzer im sächsischen Raum (* 1779)
- 29. Januar: Sigismund August Wolfgang von Herder, deutscher Geologe, Mineraloge (* 1776)
- 01. Februar: José Gregorio Salazar Lara, Präsident der Zentralamerikanischen Konföderation (* 1773)
- 04. Februar: Michael Oestreich, deutscher Orgelbauer (* 1802)
- 06. Februar: Pieter Retief, burischer Voortrekker (* 1780)
- 10. Februar: Albert Friedrich Bach, deutscher Politiker (* 1761)
- 12. Februar: Uwe Jens Lornsen, deutscher Patriot und Publizist (* 1793)
- 18. Februar: Francisco Javier Venegas, spanischer Offizier, Kolonialverwalter und Vizekönig von Neuspanien (* 1754)
- 19. Februar: Maria Anna Moser, österreichische Malerin (* 1758)
- 20. Februar: Karl Friedrich Heinrich, deutscher Altphilologe (* 1774)
- 21. Februar: Antoine-Isaac Silvestre de Sacy, französischer Orientalist (* 1758)
- 26. Februar: Hermann von Fels, Schweizer Kaufmann und Politiker (* 1766)
- 01. März: Michael Friedrich Adams, deutsch-russischer Botaniker und Naturwissenschaftler (* 1780)
- 02. März: Ludwig Abeille, deutscher Pianist und Komponist (* 1761)
- 03. März: John Stevens, US-amerikanischer Erfinder und Ingenieur (* 1749)
- 07. März: Paine Wingate, US-amerikanischer Politiker (* 1739)
- 13. März: Meinrad Dreher, deutscher Orgelbauer (* 1763)
- 16. März: Nathaniel Bowditch, US-amerikanischer Mathematiker, Astronom und Physiker (* 1773)
- 26. März: Andreas Alois Ankwicz von Skarbek-Poslawice, Erzbischof von Lemberg und von Prag (* 1777)
- 26. März: William Henry Ashley, US-amerikanischer Pelzhändler, Unternehmer und Politiker (* 1778)
- 27. März: Ludwig Georg von Winter, badischer Beamter und badischer Innenminister (* 1778)
- 28. März: Thomas Attwood, englischer Komponist und Organist (* 1765)
- 30. März: Joseph Maria Christen, Schweizer Bildhauer (* 1767)
- 30. März: Frédéric-César de La Harpe, Schweizer Politiker (* 1754)
- 01. April: Johann Ernst Daniel Bornschein, deutscher Dramatiker u. Romanautor (* 1774)
- 03. April: Francesco Antommarchi, französischer Arzt (* 1780)
- 03. April: Georg Dubislav Ludwig von Pirch, preußischer Generalleutnant (* 1763)
- 04. April: Johann Friedrich Ludwig Wachler, deutscher Literaturhistoriker (* 1767)
- 06. April: José Bonifácio de Andrada e Silva, brasilianischer Mineraloge und Staatsmann (* 1763)
- 06. April: Friedrich Lennig, deutscher Dialektdichter (* 1796)
- 12. April: Johann Adam Möhler, römisch-katholischer Theologe (* 1796)
- 16. April: Johanna Schopenhauer, deutsche Schriftstellerin (* 1766)
- 16. April: Gottfried Wilhelm Stüler, deutscher Mediziner und Homöopath (* 1798)
- 23. April: Michele Arditi, italienischer Jurist und Klassischer Archäologe (* 1746)
- 29. April: Joseph von Henikstein, österreichischer Bankier und Kunstmäzen (* 1768)

### Mai bis August
- 04. Mai: Christine Englerth, Besitzerin von Steinkohle-Bergwerken im Raum Aachen, Eschweiler (* 1767)
- 05. Mai: Johann Baptist Heinrich, deutscher Politiker und Oberbürgermeister von Mainz (* 1774)
- 11. Mai: Ignaz von Rudhart, bayerischer Politiker und Ministerpräsident von Griechenland (* 1790)
- 11. Mai: Jędrzej Śniadecki, polnischer Chemiker und Arzt (* 1768)
- 17. Mai: Charles-Maurice de Talleyrand-Périgord, französischer Diplomat (* 1754)
- 17. Mai: René Caillié, französischer Afrikaforscher (* 1799)
- 19. Mai: Heinrich Gotthelf Schaufuß, Porzellanmaler der Meißner Manufaktur (* 1760)
- 23. Mai: Jan Willem Janssens, Gouverneur der Kapkolonie und Generalgouverneur von Niederländisch-Indien (* 1762)
- 30. Mai: Martin Anwander, österreichischer Orgelbauer (* 1780)
- 04. Juni: Anselme Gaëtan Desmarest, französischer Zoologe und Schriftsteller (* 1784)
- 07. Juni: Laure-Adelaide Abrantès, Hofdame und Schriftstellerin (* 1784)
- 14. Juni: Maximilian Josef Montgelas, bayrischer Minister unter König Maximilian I. von Bayern. (* 1759)
- 15. Juni: Karl Joseph Beck, deutscher Mediziner und Hochschullehrer (* 1794)
- 27. Juni: Peter Irving, US-amerikanischer Schriftsteller (* 1772)
- 28. Juni: Friedrich Accum, deutscher Chemiker (* 1769)
- 05. Juli: Jean Itard, französischer Arzt und Taubstummenlehrer (* 1774)
- 09. Juli: Robert Grant, britischer Politiker (* 1780)
- 12. Juli: Ezra Butler, US-amerikanischer Politiker (* 1763)
- 17. Juli: Karl Christian Palmer, deutscher evangelischer Theologe (* 1759)
- 19. Juli: Pierre Louis Dulong, französischer Physiker und Chemiker (* 1785)
- 19. Juli: Thomas Blaikie, schottischer Gartenarchitekt (* 1751)
- 19. Juli: Frédéric Duvernoy, französischer Hornist, Komponist und Musikpädagoge (* 1765)
- 21. Juli: Johann Nepomuk Mälzel, Erfinder und Hochstapler (* 1772)
- 24. Juli: Frédéric Cuvier, französischer Zoologe und Physiker (* 1773)
- 26. Juli: Wilhelm Anton von Klewiz, preußischer Politiker und Verwaltungsbeamter (* 1760)
- 16. August: Yohannan VIII. Hormizd, Patriarch von Babylon und Chaldäer (* 1760)
- 17. August: Lorenzo da Ponte, italienischer Dichter und Librettist (* 1749)
- 21. August: Adelbert von Chamisso, deutscher Dichter und Botaniker (* 1781)
- 26. August: Johanna Elisabeth Bichier des Ages, französische Ordensgründerin und Heilige (* 1773)

### September bis Dezember
- 01. September: William Clark, US-amerikanischer Soldat und Entdecker (* 1770)
- 05. September: Charles Percier, französischer Architekt (* 1764)
- 06. September: Karl Friedrich Hipp, deutscher Pädagoge und Mathematiker (* 1763)
- 07. September: Johann Georg Heine, deutscher Orthopädiemechaniker und Arzt (* 1771)
- 09. September: Joseph Konradt, deutscher Orgel- und Klavierbauer (* um 1773)
- 11. September: Christoph Wilhelm Gatterer, deutscher Kameralist und Forstwissenschaftler (* 1759)
- 15. September: Alexandra Branicka, russische Adlige (* 1754)
- 23. September: Gerhardus Marthinus Maritz, burischer Unternehmer und Voortrekker-Anführer (* 1797)
- 28. September: Cay Wilhelm von Ahlefeldt, Propst des Damenstifts Kloster Preetz (* 1753)

- 03. Oktober: Black Hawk, Häuptling der Sauk- und Fox-Indianer (* 1767)
- 06. Oktober: Pierre Martin Rémi Aucher-Éloy, französischer Botaniker und Forschungsreisender (* 1792)
- 15. Oktober: Letitia Elizabeth Landon, britische Dichterin und Romanschriftstellerin (* 1802)
- 17. Oktober: Nathan Sanford, US-amerikanischer Politiker (* 1777)
- 27. Oktober: Isaac Anderson, US-amerikanischer Politiker (* 1760)

- 09. November: Friedrich Carl Gröger, deutscher Porträtmaler und Lithograf (* 1766)
- 10. November: Iwan Kotljarewskyj, ukrainischer Dichter (* 1769)
- 27. November: Georges Mouton de Lobau, französischer General, Marschall von Frankreich (* 1770)

- 06. Dezember: Otto von Woringen, deutscher Jurist und Sänger (* 1760)
- 11. Dezember: Pietro Rossi, Schweizer Politiker (* 1765)
- 11. Dezember: Isaac Tichenor, US-amerikanischer Jurist und Politiker (* 1754)
- 12. Dezember: Carl Philipp von Wrede, bayerischer Militär und späterer Feldmarschall (* 1767)
- 20. Dezember: Kaspar Maria von Sternberg, böhmischer Theologe und Naturforscher (* 1761)
- 26. Dezember: Franciszek Lessel, polnischer Komponist (* um 1780)
- 26. Dezember: Philippe-Antoine Merlin, französischer Politiker (* 1754)
- 31. Dezember: Philipp Friedrich von Hetsch, deutscher Maler (* 1758)

### Genaues Todesdatum unbekannt
- Christian Graf von Aicholt, österreichischer Adeliger (* 1754)
- Akaitcho, Häuptling der Yellowknife (* um 1786)